# Mansoanka jezik
Mansoanka jezik (ISO 639-3: msw; kunant, kunante, mansoanca, maswanka, sua), nigersko-kongoanski jezik, jedini predstavnik podskupine sua, dio šire skupine južnoatlantskih jezika. Govori ga oko 15.500 ljudi u Gvinaji Bisau (2006), ostali u Gamniji, ukupno 17.100. Etnička grupa zove se Kunante koji su zajedno s ostalim plemenima u toj regiji kolektivno nazivani Senegambijcima.
Jezicima balanta-kentohe [ble] i mandinka [mnk] nije razumljiv, ali se ponekad naziva mandinkanizirani balanta’.

## Vanjske poveznice
- Ethnologue (14th)
- Ethnologue (15th)